# پروپابلیکا
پروپابلیکا، یک مؤسسه غیرانتفاعی با چپ‌گرا است که در سال ۲۰۰۷ تأسیس شده و در شهر نیویورک مستقر می‌باشد. پروپابلیکا، یک رسانه مستقل آمریکایی محسوب می‌شود که در حوزه روزنامه‌نگاری تحقیقی برای منافع عامه فعالیت می‌کند.

## افتخارات
پروپابلیکا، اولین رسانه آنلاینی است که در سال ۲۰۱۰، جایزه پولیتزر را به خاطر مقاله ای نوشته شده توسط روزنامه‌نگاران خود دریافت کرده‌است.